# 施明賢
施明賢（德語：Michael Schaefer，1949年—），德國外交官、作家、法學家，曼海姆大学法学博士，中國政法大學名譽教授。現任墨卡托中国研究所顧問委員會成員、Alliance4Europe顧問委員會成員。
曾任德國駐華大使、宝马基金会董事會主席、三邊委員會德國小組成員、德國聯合國協會董事會成員、海牙國際司法研究所全球安全、正义与治理委员会（Commission on Global Security, Justice & Governance of The Hague Institute for Global Justice）成員。

## 生平
施明賢放棄了他在慕尼黑庫特-胡波文理中學的普通大學入學考試（Abitur）之後，來到了位於漢諾威的哈茨文理中學（Ratsgymnasium）學習。1969年至1974年，他進入慕尼黑大學與日內瓦大學攻讀法學。1974年，在參加完在慕尼黑的第一次國家法律考試之後，他完成了學業。隨後的一年，他在日內瓦大學法學部擔任研究員；1976年到1977年春，他來到位於紐約的聯合國安全理事會，在聯合國秘書處進行實習。1975/1976年和1977/1978年，他完成了在海德堡的法律實習服務（Juristische Vorbereitungsdienst），並在1978年通過了他第二次國家法律考試。
2013年至2020年，擔任德国宝马基金会主席。